# Штавен
Штавен (нем. Staven) — община в Германии, в земле Мекленбург-Передняя Померания.
Входит в состав района Мекленбург-Штрелиц. Подчиняется управлению Неферин.  Население составляет 453 человека (на 31 декабря 2010 года). Занимает площадь 14,67 км².